# Озерці (Вараський район)
Озерц́і — село в Україні, у Вараській громаді Вараського району Рівненської області. Населення становить 824 особи.

## Географія
Селом протікає річка Веселуха.

## Історія
У 1906 році село Більськовільської волості Луцького повіту Волинської губернії. Відстань від повітового міста 118 верст, від волості 15. Дворів 137, мешканців 815.

## Населення
За переписом населення 2001 року в селі мешкали 824 особи. 100 % населення вказали своєї рідною мовою українську мову.

## Пам'ятки
- Озерецький заказник — ботанічний заказник місцевого значення.

## Відомі люди
- Дмитрук Андрій Ісакович, народився у 1924 році у с. Озерці Володимирецького району. В армію призваний 12.03.1944 р., артилерійські війська, ІІІ Білоруський фронт. Нагороджений орденом «Вітчизняної війни ІІ ст..».
- Кучик Микола Іванович , народився у 1925 році у с. Озерці Володимирецького району. В армію призваний 12.03.1944 р., зв'язок, ІІІ Білоруський фронт. Нагороджений орденом «Слави» ІІІ ст.
- Кучик Іван Тимофійович, народився у 1925 році у с. Озерці Володимирецького району. В армію призваний 12.03.1944 р., артилерійські війська, ІІІ Білоруський фронт. Нагороджений медаллю «За відвагу».
- Котлярчук Никифор Кирилович, народився у 1922 році у с. Озерці Володимирецького району. В армію призваний 12.03.1944 р., піхота, І Прибалтійський фронт. Нагороджений медаллю «За бойові заслуги».
- Макарчук Павло Трохимович, народився у 1920 році у с. Озерці Володимирецького району. В армію призваний 12.03.1944 р., піхота, ІІ Білоруський фронт. Нагороджений медаллю «За відвагу».
- Савоннік Антон Ійович, народився у 1906 році у с. Озерці Володимирецького району. В армію призваний 12.03.1944 р., піхота, І Прибалтійський фронт. Нагороджений орденом «Вітчизняної війни».
- Фесюк Микола Антонович, народився у 1924 році у с. Озерці Володимирецького району. В армію призваний 12.03.1944 р., інженерно-технічні війська, І Прибалтійський фронт. Нагороджений медаллю «За взяття Кенігсберга».